# Nuno Álvares Pereira de Noronha
Dom Nuno Álvares Pereira de Noronha (1490 — 1547 ou depois) foi um militar português, governador de Ceuta de 1529 a 1539. Era filho de Fernando de Menezes, 2.º Marquês de Vila Real com Maria Freire de Andrade. Casou-se com Dona Maria de Noronha (?-05.02.1578), sem deixar descendentes.
Foi Mordomo-Mor da Rainha D. Catarina, mulher de D. João III de quem foi Vedor da Fazenda.
Em 1 de Fevereiro de 1547 foi procurador de sua cunhada, D. Beatriz, 2ª Condessa de Alcoutim e na altura tutora de seu filho D. Miguel de Meneses.
Foi sepultado no Convento do Carmo em Lisboa, junto de sua mulher tendo para o efeito dotado a Capela da Invocação da Cruz.